# Aeroportul Dillon County
Aeroportul Dillon County (IATA: DLL, ICAO: KDLC, FAA LID: DLC) este un aeroport din Carolina de Sud, Statele Unite ale Americii ce deservește zona Dillon⁠(d). A fost numit după zona deservită.
Situat la o altitudine de 41 m, aeroportul dispune de 1 pistă.

## Infrastructură

### Piste
Aeroportul dispune de o singură pistă. Pista 7/25 are suprafața de asfalt și dimensiunile 3.000 picioare × 60 picioare. 